# 俺んちに来た女騎士と田舎暮らしすることになった件
『俺んちに来た女騎士と田舎暮らしすることになった件』（おれんちにきたおんなきしといなかぐらしすることになったけん）は、裂田による日本のライトノベル。イラストは森倉円が担当。小説家になろうにて2016年10月18日よりWeb版の連載を開始。第5回ネット小説大賞にて金賞＆コミカライズ賞を受賞した。旧題は『俺んちに来た女騎士がいつの間にか嫁認定されてる件』。

## あらすじ
主人公佐伯莞爾は、脱サラし、山間部の実家で農業を営んでいる。ある日、家に甲冑姿の女騎士が訪ねてきて、一晩泊めることとなる。彼女は、実は異世界人であり、行く当てのない彼女は、莞爾と同棲し、農業を手伝うこととなる。

## 登場人物
佐伯 莞爾（さえき かんじ）
本作の主人公。32歳。独身。大学経済学部卒業後、都会で一流企業のサラリーマンをしていたが、退職し、実家の三山村にある農家を継いだ。祖先は隠田集落を切り開いた落人。両親はすでに亡く、一人暮らしをしている。ナスやトマトなどの野菜を栽培しており、料理技術も高い。クリスと結婚予定。由井孝一が立ち上げた農業法人「三山ファーム」で社長になる。
クリスティーナ・ブリュンヒルデ・フォン・メルヴィス(クリス)
異世界にあるエウリーデ王国出身の18歳。金髪に目鼻立ちのくっきりした美人。エウリーデ王国西方騎士団二番隊副長待遇。実家のメルヴィス家は伯爵家である。蛮族の襲撃を受けたモザンゲート砦の戦いに参戦し、王都への伝令を務めることとなる。移動中にオークの群れに襲われ、崖から転落した際に、ルイーゼから貰ったスクロール(禁術である転移魔法陣)が発動し、日本に転移した。騎士学校時代、魔法実技では首位争いするほど成績優秀であった。兜に付与された魔法により、周囲からは日本語をしゃべっているように聞こえる。東欧の某親日国から帰化した20歳という設定を通している。
伊沢 穂奈美（いざわ ほなみ）
莞爾の元カノ。大学時代の旧友で、外務省に勤める。福岡出身。サブカルに詳しいオタク。大原慎治と結婚予定。
八尾
莞爾と付き合いのある農作物の卸問屋。莞爾たちの野菜をレストランなどに卸している。
バルトロメウス・フランツ・フォン・メルヴィス
クリスの兄。長い金髪に碧眼。朱色の甲冑と金色の槍を身に着け、王国の英雄と呼ばれる。国王からの信頼も厚い。一方で重度のシスコンであり、クリス失踪後、暇乞いし、ルイーゼと共にクリス捜索の旅に出る。
コミック版11巻でついに日本へ転移しクリスを発見するも、貴族である彼女が異世界人の農夫と結婚していたことに驚愕。無理矢理連れ戻そうとするも、妊娠中の子供が世界の転移に耐えられないと反論され、とりあえず日本に留まることになる。
ルイーゼ・カーラ・フォン・シュトラウス。
クリスの友人であり、宮廷魔導士。チビであることを気にしている。第三王女アメリアの侍女でもある。髪を触られたことから、バルトロメウスと婚約した。
日本では農林水産省と協力し、農業への魔法による影響を実験する「魔法の畑プロジェクト」に協力することになる。
伊東 嗣郎（いとう つぎお）
85歳。現役農家であり、莞爾のご近所さんである。妻のスミ江は莞爾の母親の姉にあたる。長男の一彦と次男の健二はともに農家を継いでいない。後に「三山ファーム」役員となる。
由井 菜摘（よしい なつみ）
小学生。学校でいじめにあい、三山村の祖父母宅で療養中にクリスと仲良くなる。由井家と佐伯家は戦後のごたごたで疎遠であった。
由井 孝一（よしい こういち）
菜摘の父。東京の一流企業に勤めていたが、激務で妻の智恵に家事を任せきりで、菜摘にもほとんどかまっていなかった。後に帰郷し、莞爾らと農業生産法人を立ち上げる。
伊東 平太（いとう へいた）
嗣郎の長男の息子。小中一貫校から普通科進学校に進み、落ちこぼれた。やりたいこともなく、成績も悪かったため、大学には進学せず、三山ファームで正社員となる。軽い性格だが、仕事ぶりは非常に真面目である。同い年の薦野柚とは、いい仲に成りつつある。
大原 慎治
莞爾と穂奈美の大学時代の旧友。一流企業に勤める。言葉足らずな面があり、その言動がしばしば誤解を招く。
薦野 柚
穂奈美の母方の従姉妹。実家は福岡朝倉方面の畑作農家。豪雨で実家の畑が甚大な被害を受け、穂奈美のもとに身を寄せていたが、人手不足の三山ファームを手伝うことになった。莞爾のもとで住み込みで働いており、食農科卒、農家の長女ということもあり、即戦力となっている。
アメリア　
第三王女。侍女ルイーゼと仲が良い。バルトロメウスを慕っており、側室でもよいので、降嫁したいと考えている。

## 既刊一覧

### 小説
- 裂田（著）・森倉円（イラスト） 『俺んちに来た女騎士と 田舎暮らしすることになった件』 宝島社、2017年8月5日発売[3]、ISBN 978-4-8002-7580-6

### 漫画
宝島社から発売された原作小説のコミカライズは3巻まで。紙の単行本は莞爾とクリスが結婚する10巻で完結。パルトロメウスとルイーゼがクリスを連れ戻すために日本にやってくる11巻以降は電子書籍のみの発売。
- 裂田（原作）・森倉円（キャラクター原案）・秋乃かかし（漫画） 『俺んちに来た女騎士と田舎暮らしすることになった件』 アース・スター エンターテイメント〈アース・スター コミックス〉 / マンガボックス（電子書籍）、既刊16巻（2025年3月31日現在）
  1. 2019年1月12日発売[5]、ISBN 978-4-8030-1259-0
  2. 2019年2月12日発売[6]、ISBN 978-4-8030-1270-5
  3. 2019年8月10日発売[7]、ISBN 978-4-8030-1323-8
  4. 2020年1月10日発売[8]、ISBN 978-4-8030-1376-4
  5. 2020年8月12日発売[9]、ISBN 978-4-8030-1439-6
  6. 2021年1月12日発売[10]、ISBN 978-4-8030-1480-8
  7. 2021年8月12日発売[11]、ISBN 978-4-8030-1548-5
  8. 2021年12月10日発売[12]、ISBN 978-4-8030-1589-8
  9. 2022年6月10日発売[13]、ISBN 978-4-8030-1653-6
  10. 2022年10月12日発売[14]、ISBN 978-4-8030-1702-1
  11. 2023年3月24日配信、ASIN B0BXT22FN6
  12. 2023年8月31日配信、ASIN B0CFLQZLWZ
  13. 2024年2月29日配信、ASIN B0CVLGVK1F
  14. 2024年5月31日配信、ASIN B0D1PG9FPD
  15. 2024年10月31日配信、ASIN B0DHV5K992
  16. 2025年3月31日配信、ASIN B0DXTYLLBL